# Mohelniella
Mohelniella is een geslacht van vliesvleugeligen uit de familie Encyrtidae. De wetenschappelijke naam van dit geslacht is voor het eerst geldig gepubliceerd in 1964 door Hoffer.

## Soorten
Het geslacht Mohelniella omvat de volgende soorten:
- Mohelniella pilipjuki Hoffer, 1977
- Mohelniella silhavyi Hoffer, 1964